# 东滩煤矿
东滩煤矿是山东能源集团下属煤矿， 位于兖州煤田中部的东面

## 历史
- 1979年开始兴建
- 1989年开始商业生产
- 设计年产量为400万吨。

## 煤层状态
主采煤为一层，平均厚度为8.41米，其余分为两个分层，上分层平均厚度为5.38米，下分层平均厚度为3.22米。

## 采煤工艺
采用综采放顶煤开采法从主采煤层合并层及上分层开采煤炭
- 注：山东能源集团下属其它煤矿主要采用的综采放顶煤开采法开始于兴隆庄煤矿。

## 煤炭储量
截至2003年12月31日，已探明及推定总储量约为5.03亿吨。